# Cicvare (Pakrac)
Cicvare is een plaats in de gemeente Pakrac in de Kroatische provincie Požega-Slavonië. De plaats telt 4 inwoners (2001).